# Li Shijia
Dans ce nom chinois, le nom de famille, Li, précède le nom personnel.
Pour les articles homonymes, voir Li.
Li Shijia est une gymnaste artistique chinoise, née à Sichuan le 7 octobre 2003.

## Palmarès

### Championnats du monde
- Stuttgart 2019
  -  médaille de bronze à la poutre